# Avvocato concistoriale
L'avvocato concistoriale è stato fino al 1988 una figura professionale cui fu riservato il patrocinio delle cause presso la Santa Sede e la Curia Romana. 
L'istituzione della figura è probabilmente da riferirsi a San Gregorio Magno (590-604), che istituì sette difensori della Chiesa. Papa Innocenzo II, quindi, nel 1130, creò i procuratori dei sacri Palazzi Apostolici, cui assegnò il compito di patrocinare le cause davanti al Sommo Pontefice. Papa Benedetto XII, poi, con la costituzione apostolica Decens et Necessarium (26 ottobre 1340), ordinò in due collegi distinti gli avvocati concistoriali e i procuratori dei sacri Palazzi Apostolici. Nel 1471 papa Sisto IV stabilì in dodici il numero degli avvocati concistoriali.
In seguito agli orientamenti del Concilio Vaticano II la materia dell'amministrazione della giustizia presso la Santa Sede è stata riordinata profondamente. Papa Giovanni Paolo II con il motu proprio Iusti iudicis (28 giugno 1988) ha abolito le due figure e le ha sostituite con gli Avvocati presso la Curia Romana e dagli Avvocati della Santa Sede. I primi hanno il compito di patrocinare le cause presso il Supremo tribunale della Segnatura apostolica e di prestare la loro assistenza nei ricorsi gerarchici presso i Dicasteri della Curia romana. I secondi assumono il patrocinio delle cause per conto della Santa Sede o dei dicasteri della Curia romana presso i tribunali ecclesiastici o civili.

## Privilegi
Gli avvocati concistoriali erano considerati familiari e commensali del papa. Poiché in origine erano un collegio prelatizio, avevano diritto ad indossare l'abito da chierico, anche se laici e sposati. Inoltre potevano ricoprire incarichi ecclesiastici. Nel 1587 papa Sisto V concesse loro il rettorato dell'Università La Sapienza. Ebbero fra gli altri anche il privilegio di pronunciare i discorsi per la beatificazione dei servi di Dio e di conferire lauree in utroque iure. 